# Oldenborstel
Oldenborstel er en by og en kommune i det nordlige Tyskland, beliggende i Amt Schenefeld i den nordvestlige del af Kreis Steinburg. Kreis Steinburg ligger i den sydvestlige del af delstaten Slesvig-Holsten.

## Geografi
Oldenborstel ligger omkring 3 km nordøst for Schenefeld. Syd for kommunen går Bundesstraße B430, som forbinder området med den østbeliggende by, Neumünster. I kommunen ligger bebyggelsen Pulserdamm. Fra 1901 til 1957 havde Oldenborstel jernbanestation på Rendsburger Kreisbahn.